# Зорька (Гомельская область)
Зорька (бел. Зорка; до 1930 года — Самойлов) — деревня в Николаевском сельсовете Буда-Кошелёвского района Гомельской области Белоруссии.

## География

### Расположение
В 22 км на север от районного центра и железнодорожной станции Буда-Кошелёвская (на линии Жлобин — Гомель), 70 км от Гомеля.

## Транспортная сеть
Транспортные связи по просёлочной дороге, затем по шоссе Довск — Гомель. Планировка состоит из трёх коротких прямолинейных улиц разной ориентации, застроенных деревянными домами усадебного типа.

## История
По письменным источникам известна с конца XIX века как деревня в Городецкой волости. Рогачёвского уезда Могилёвской губернии. В 1848 году деревня и фольварк — 3547 десятин земли. По ревизским материалам 1859 года центр поместья, в которое входили 6 деревень. В 1875 году помещик Супруненко имел здесь 1816 десятин земли. С 1909 года действовала школа.
В 1929 году к деревне присоединён посёлок Сборный. В 1930 году организован колхоз. Во время Великой Отечественной войны в деревне и окрестностях в 1943 году длительное время базировались партизаны 1-й Буда-Кошелёвской бригады. 62 жителя деревни погибли на фронте. В 1959 году в составе совхоза «Чечёра» (центр — деревня Совхозная).

## Население

### Численность
- 2018 год — 17 жителей.

### Динамика
- 1858 год — 645 жителей.
- 1959 год — 361 житель (согласно переписи).
- 2004 год — 39 хозяйств, 77 жителей.